# Červený kámen (Podbeskydská pahorkatina)
Červený kámen (696 m n. m.) je výrazný vrchol v Podbeskydské pahorkatině. Leží 2 kilometry jihovýchodně od Kopřivnice v okrese Nový Jičín. Vrchol je částečně odlesněný a umožňuje výhledy na Kopřivnici, Štramberk, Příbor i vzdálenější okolí. Východní část vrcholu je využívána jako startovací plocha paraglidingového létání. Na severním svahu se nachází lyžařský areál.

## Ochrana přírody
Celá hora je součástí přírodního parku Podbeskydí. Severní svahy Červeného kamene byly vyhlášeny evropsky významnou lokalitou soustavy chráněných území Natura 2000. V lokalitě Červený kámen jsou chráněny velmi zachovalé lesní porosty suťových lesů, květnatých bučin a jedlobučin s mozaikou luk a vápnomilné skalní vegetace.
V západní části severního svahu se rozkládá keltské sídliště z 2. století př. n. l., pojmenované Šutyrova studánka po zdejším prameni.

## Přístup
Červený kámen je přístupný po Lašské naučné stezce, která vede z Kopřivnice přes zříceninu hradu Šostýn, Kopřivnické buky, Janíkovo sedlo a vrchol Červeného kamene do Štramberka. Nejjednodušší cesta vede od kopřivnického koupaliště, pod hradem Šostýn a přes Janíkovo sedlo na vrchol. Měří 2,5 kilometru s převýšením 320 metrů.